# Dveri
Dveri (en serbio Srpski pokret Dveri, cirílico serbio: Српски покрет Двери) es un partido político serbio de ideología conservadora, nacionalista y de derecha populista. Su fundador y actual líder es Boško Obradović. El partido está clasificada como de derecha.
Dveri (en español, Puertas) fue fundado en 1999 como una organización juvenil cristiana cohesionada en torno a la revista del mismo nombre. A través de la década de los 2000, funcionó como una ONG, promoviendo valores tales como el nacionalismo serbio, el cristianismo ortodoxo y la familia. El partido participa en las elecciones parlamentarias desde 2012 en adelante. Para las elecciones de 2016 formó una coalición con el Partido Democrático de Serbia, obteniendo el 5,03% del voto popular y entrando a la Asamblea Nacional con un total de 13 escaños, 7 de los cuales le corresponden actualmente.
El partido es conocido por oponerse tenazmente a la legalización del matrimonio gay, la independencia de Kosovo, la  integración de Serbia a la Unión Europea, entre otros asuntos.

## Presidentes
| # | Nombre (Nacimiento-muerte) | Nombre (Nacimiento-muerte) | Inicio del período  | Término del período |
| - | -------------------------- | -------------------------- | ------------------- | ------------------- |
| 1 | Boško Obradović (1976-)    |                            | 28 de junio de 2015 | En el cargo         |

## Resultados electorales

### Elecciones parlamentarias
| Elecciones | Cabeza de lista | # de votos | %     | Escaños | Estatus              | Notas             |
| ---------- | --------------- | ---------- | ----- | ------- | -------------------- | ----------------- |
| 2012       | Branimir Nešić  | 169.590    | 4,34% | 0/250   | Fuera del parlamento |                   |
| 2014       | Boško Obradović | 128.458    | 3,58% | 0/250   | Fuera del parlamento |                   |
| 2016       | Boško Obradović | 190.530    | 5,03% | 7/250   | Oposición            | Coalición con DSS |